# Nurbergen Nurlychassym
Nurbergen Nurlychassym (kasachisch Нұрберген Нұрлыхасым, englische Transkription Nurbergen Nurlykhassym; * 25. März 2000 in Astana) ist ein ehemaliger kasachischer Radrennfahrer.

## Karriere
Als Junior nahm Nurlychassym im Trikot der kasachischen Nationalmannschaft an den Rennen des UCI Men Juniors Nations’ Cup und internationalen Meisterschaften teil. Mit dem Wechsel in die U23 wurde er Mitglied im UCI Continental Team Astana City. Nach Auflösung des Teams zum Ende der Saison 2019 war er in der Saison 2020 ohne Team und startete nur für die Nationalmannschaft.
Zur Saison 2021 wurde Nurlychassym Mitglied im Continental Team Vino-Astana Motors. Nach dem Gewinn der kasachischen Meisterschaften in Einzelzeitfahren in der U23 erhielt er zur Saison 2022 einen Vertrag beim UCI WorldTeam Astana Qazaqstan. In den zwei Jahren im Team blieb er ohne zählbare Erfolge.
Nachdem sein Vertrag nicht verlängert wurde und er kein neues Team fand, beendete Nurlychassym nach der Saison 2023 im Alter von 23 Jahren seine Karriere als Radrennfahrer.

## Erfolge
2021
- Kasachischer Meister – Straßenrennen (U23)